# بوست (مكتبات سي++)
بوست (بالإنجليزية: Boost)‏ هي مجموعة من المكتبات البرمجية للغة سي++. توفر هذه المكتبة دعائم لمهام مثل حسابات الجبر وتوليد الأرقام العشوائية ومعالجة الصور. وتضم أزيد من 80 مكتبة فرعية.
معظم المكتبات الفرعية في بوست تخضع لرخصة بوست التي تسمح بالاستعمال الحر وكذا البرامج المحمية. يتمتع عدد من مؤسسي مكتبة بوست بعضوية لجنة المعايير للغة C++، كما تم إضافة العديد من أجزاء مكتبة بوست في كل من التقرير الفني لـ C++ رقم 1 والنسخة المعيارية رقم 11 لـ C++.

## وصلات خارجية
- بوست على موقع Open Hub (الإنجليزية)
- بوست على موقع Free Software Directory (الإنجليزية)
- بوست على موقع SourceForge (الإنجليزية)
- الموقع الرسمي للمكتبة.